# Edward P. Gallogly
Edward Peter Gallogly (* 28. August 1919 in Providence, Rhode Island; † 18. April 1995 in South Kingstown, Rhode Island) war ein US-amerikanischer Jurist und Politiker. Zwischen 1961 und 1965 war er Vizegouverneur des Bundesstaates Rhode Island.

## Werdegang
Edward Gallogly absolvierte das Providence College. Nach einem anschließenden Jurastudium an der School of Law der Boston University und seiner Zulassung als Rechtsanwalt begann er in diesem Beruf zu arbeiten. Gleichzeitig schlug er als Mitglied der Demokratischen Partei eine politische Laufbahn ein. 1954 wurde er in den Senat von Rhode Island gewählt; im August 1964 nahm er als Delegierter an der Democratic National Convention in Atlantic City teil, auf der Präsident Lyndon B. Johnson zur Wiederwahl nominiert wurde.
1960 wurde Gallogly an der Seite von John A. Notte zum Vizegouverneur von Rhode Island gewählt. Dieses Amt bekleidete er nach einer Wiederwahl zwischen 1961 und 1965. Dabei war er Stellvertreter des Gouverneurs und Vorsitzender des Staatssenats. Seit 1963 diente er unter dem neuen Gouverneur John Chafee. Zwischen 1967 und 1969 fungierte er als Bundesstaatsanwalt für Rhode Island. Anschließend war er von 1969 bis 1986 Vorsitzender Richter am Family Court seines Staates. Er starb am 18. April 1995 in Wakefield, einer zu South Kingstown gehörenden Ortschaft.